# Thorir Hund
Thorir Hund (lingua norrena: Þórir hundr, lingua norvegese: Tore Hund) (990 circa) è stato un guerriero vichingo, uno dei più importanti capi di Hålogaland.

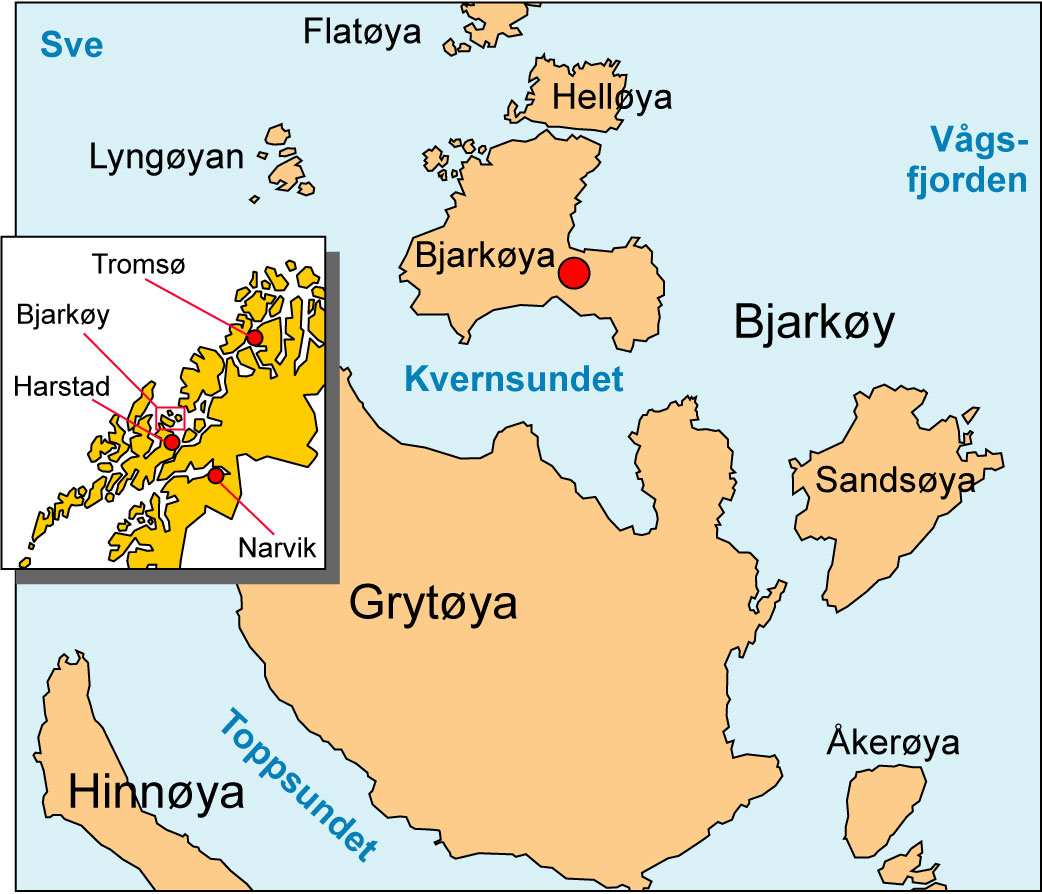
Mappa di Bjarkøy con l'indicazione di dove si trovava la fattoria di Torir Hund

Thorir Hund fu uno dei capi della fazione di contadini Stiklestad che si opposero al re norvegese Olaf II di Norvegia. Si dice che Thorir sia stato tra i capi che uccisero il Santo Patrono di Norvegia nella battaglia di Stiklestad del 1030. Fece anche parte delle forze di re Canuto il Grande in numerose occasioni.

## Contesto storico
Thorir Hund nacque all'inizio dell'era cristiana in Norvegia. Thorir era un forte indipendentista, nonché un devoto pagano. La cristianizzazione del paese non era una semplice questione di fede. Il Cristianesimo era anche un importante strumento di potere politico per soggiogare i vecchi capi, e riguardo ad Hålogaland per scegliere un re dal sud.
Thorir era un uomo influente nell'area di Hålogaland, essendo la sua casa sull'isola di Bjarkøy a Troms. Thorir apparteneva al ceto superiore dei capi costieri norvegesi. Era membro della famiglia di Bjarkøyætta, una delle famiglie più potenti della Norvegia settentrionale durante l'epoca vichinga. Era un grande vichingo, ed aveva condotto numerose spedizioni verso Russia e Mar Bianco. Aveva commerciato a Bjarmaland, dove oggi sorge Arcangelo in Russia settentrionale.
La famiglia di Thorir Hund formò un'alleanza con i più potenti capi della Norvegia. La sorella Sigrid Toresdatter sposò Olve Grjotgardsson di Egge. Anche il fratello, Sigurd Toresson, era un importante capo a Trondenes. Egli sposò Sigrid Skjalgsdatter, sorella del potente nobile Erling Skjalgsson di Sola, a Rogaland. Thorir Hund sposò una donna di nome Ranveig, delle cui origini si sa poco. Thorir ebbe un figlio, Sigurd Toresson, dalla moglie Ranveig. In seguito Sigurd fu sceriffo durante il regno di re Harald Hardrade.

## Carriera
Thorir si oppose ai tentativi del re di unificare e cristianizzare la Norvegia. Ebbe anche rancori personali con il re, dopo l'omicidio del nipote Asbjørn Selsbane per mano di uno degli uomini del re, e per la pesante penale che dovette pagare per aver vendicato la morte del ragazzo.
Quando Erling Skjalgsson fu ucciso nel 1028, Thorir assunse il comando della fazione anti-Olav assieme a Einar Thambarskelfir e Kálfr Árnason, fratello di Finn Arnesson. Nel 1026 si unì all'esercito di Canuto quando cacciarono Olav, e fu nominato rappresentante di Canuto in Norvegia assieme a Hårek av Tjøtta.
Secondo la Heimskringla, quando Olav giunse durante l'estate del 1030, Thorir era tra coloro che lo affrontarono. Thorir e i suoi uomini guidarono la resistenza contro l'esercito del re nella battaglia di Stiklestad. Il campo di battaglia era a Stiklestad, una fattoria nella parte bassa della valle del Verdal, 80 km a nord della città di Trondheim. Secondo le fonti della saga, Thorir era tra coloro che ferirono mortalmente Olav, assieme a Kálfr Arnesson e Thorstein Knarresmed di Rovde nel Sunnmøre.
Dopo la battaglia, i movimenti politici si rivoltarono presto contro Thorir. Non appena il figlio di Olav Magnus, spalleggiato da qualche ex alleato di Thorir, conquistò il potere, Thorir fu perseguito ed emarginato. Secondo Snorri Sturluson, egli lasciò la Norvegia per la Terra Santa oppure morì in circostanze sconosciute; in ogni caso, non fece mai ritorno a casa.

## Retaggio
Il monumento Tore Hund, dell'artista norvegese Svein Haavardsholm, fu eretto nel 1980 lungo la strada che porta alla chiesa di Bjarkøy. Il memoriale onora i grandi capi Vichinghi Thorir Hund e Bjarkøyætta, che risiedevano a Bjarkøy.
Nel 2016 le band norvegesi Wardruna ed Enslaved hanno scritto un brano dedicato a Thorir Hund (Tore Hund in norvegese moderno) all'interno dell'album-progetto Skuggsjá per festeggiare i 200 anni della Costituzione Norvegese.